# Miebido
Miebido (em latim: Miebidus; em grego clássico: Miebidos), Miebais, Adjibe (Adjib) ou Anedjibe (Anedjib) foi um faraó da I dinastia egípcia, habitualmente considerado como quinto soberano desta dinastia. Miebido é o Nome de Hórus do monarca e significa "valente de coração". 
Manetão atribui-lhe um reinado de vinte e seis anos. Como sucede com outros soberanos egípcios, não é clara a cronologia do seu reinado. Segundo o egiptólogo alemão Jürgen von Beckerath terá reinado entre 2867 e 2861 a.C.; Jaromir Malek situa o seu reinado entre 2832 e 2826 a.C.
Pensa-se que era filho de Usafedo. Foi provavelmente o primeiro rei a usar o Nome das Duas Damas e o Nome de Rei do Alto e Baixo Egito na sua titulatura real.
Foi casado com Betereste, que tinha ligações familiares com os reis menfitas. Para os investigadores que não o consideram filho de Usafedo, esta pode ter sido a forma de Miebido alcançar legitimidade real, dado que no Antigo Egito a legitimidade dinástica era transmitida pelas mulheres.
Miebido assumiu-se como rei do Alto e do Baixo Egito, usando a dupla coroa (pschent), mas julga-se que não terá conseguido controlar as rebeliões que ocorreram nesta última região.
O seu túmulo é número 10 de Abidos, um dos mais pequenos túmulos reais construídos neste local, com câmara funerária feita em madeira; em compensação, as mastabas construídas durante o seu reinado são reveladoras de um certo requinte, como por exemplo a de Nebitca, provavelmente o seu vizir. Esta mastaba é considerada como antecessora da denominada pirâmide em degraus de Djoser da III dinastia.
O seu sucessor foi Semempsés, que ordenou a retirada do nome de Miebido das inscrições. O motivo para tal pode estar relacionado com uma usurpação do poder por parte de Semempsés ou com a hipótese do próprio Miebido ter sido um usurpador, cuja memória se pretendia apagar.